# Wilhelm Knöchel
Wilhelm Knöchel (* 8. November 1899 in Offenbach am Main; † 24. Juli 1944 in Brandenburg) war ein deutscher KPD-Funktionär und Widerstandskämpfer gegen das NS-Regime.

## Leben
Knöchel war Dreher und Grubenschlosser von Beruf, schloss sich 1919 der SPD an und wechselte 1923 in Dortmund zur KPD. 1924 bis 1930 war er Mitglied der KPD-Leitung in Dortmund, 1930 wieder in Offenbach. 1932 bis 1934 war er Kursant an der Internationalen Lenin-Schule der Kommunistischen Internationale in Moskau teil. 
Auf der „Brüsseler Konferenz“ im Oktober 1935 wurde Knöchel zum Kandidaten des Zentralkomitees (ZK) gewählt. Ab 1936 baute er in Amsterdam zusammen mit Wilhelm Beuttel die illegale KPD-Abschnittsleitung West auf und organisierte die kommunistische Widerstandsarbeit in den Zechen des Ruhrgebietes, die sich in dieser Zeit als Gewerkschaftsarbeit darstellte. Auf der Berner Konferenz der KPD in Draveil bei Paris wurde Knöchel 1939 zum ZK-Mitglied gewählt. In der Folge des Deutsch-Sowjetischen Grenz- und Freundschaftsvertrages wurden die KPD-Abschnittsleitungen aufgelöst.
Im Januar 1942 reiste er illegal über das Ruhrgebiet nach Berlin. Gemeinsam mit Willi Seng baute er eine KPD-Widerstandsgruppe, Knöchel-Seng-Gruppe genannt, im Ruhrgebiet auf und versuchte, unterstützt von seiner Lebensgefährtin Cilly Hansmann (1908–1984), zu den Genossen in Berlin Kontakt aufzunehmen, um eine reichsweit tätige illegale KPD-Leitung aufzubauen. Knöchel stellte Flugschriften her, darunter die Untergrundzeitschrift Frieden Freiheit Fortschritt (F-Aktion), verteilte Flugblätter und andere kommunistische Zeitungen. Anfang 1943 wurde ein Mitglied der Gruppe, Alfons Kaps, von der Gestapo verhaftet, danach Willi Seng. Am 30. Januar 1943 wurde auch der schwer an Tuberkulose erkrankte Knöchel in der Wohnung des Ehepaars Charlotte und Erich Garske in Berlin-Mitte verhaftet. Unter der Folter verrieten Seng und Knöchel weitere Mitglieder der Gruppe. Knöchel kam zunächst ins Gefängnis von Scheveningen. Am 12. Juni 1944 wurde er vom Volksgerichtshof in Berlin nach nur zehnminütiger Verhandlung zum Tode verurteilt und am 24. Juli im Zuchthaus Brandenburg-Görden hingerichtet.

## Gedenken

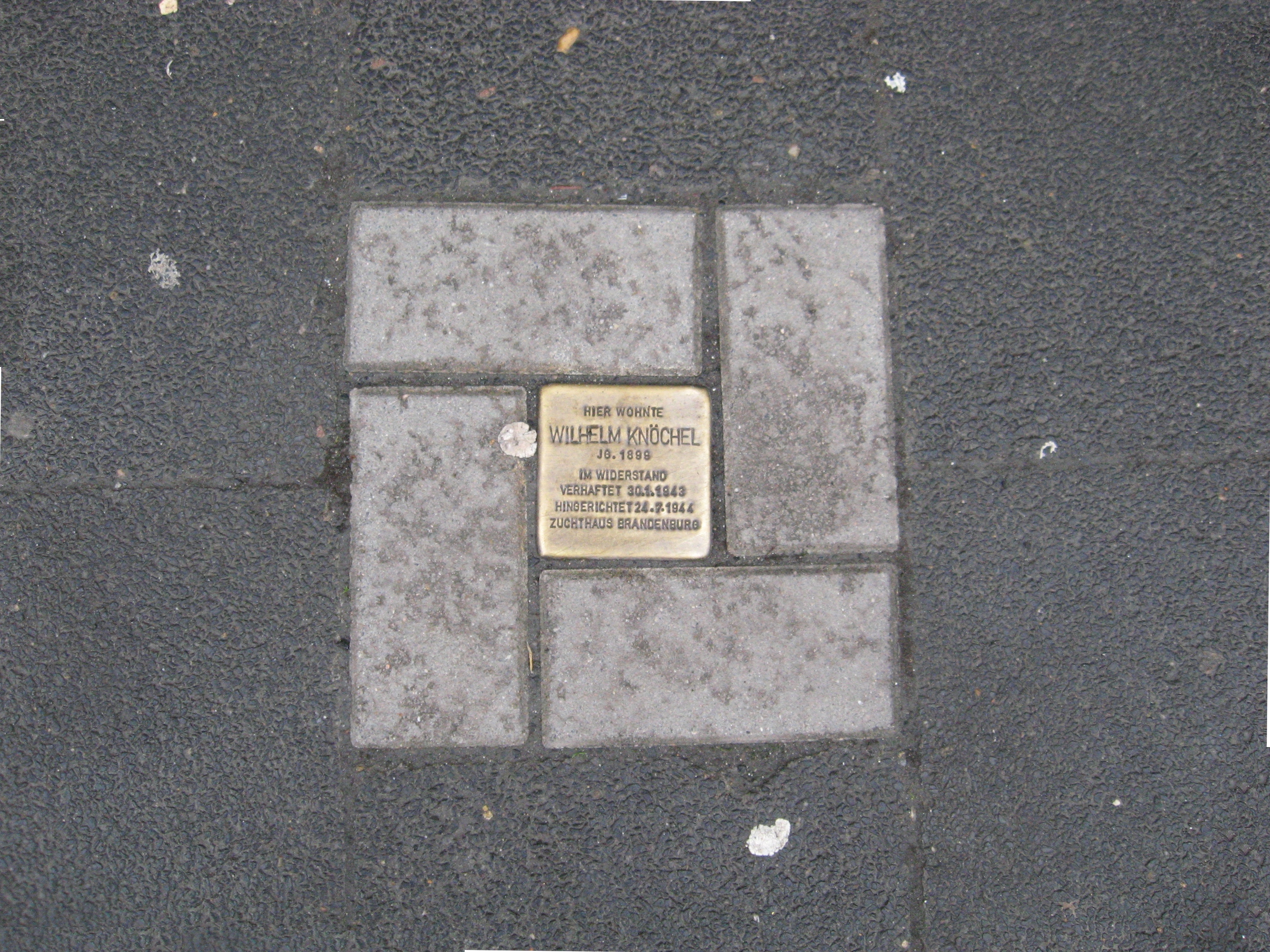
Stolperstein in der Wilhelmstraße 26 in Offenbach am Main

In der Wilhelmstraße in Offenbach wurde zum Gedenken an Wilhelm Knöchel ein Stolperstein verlegt.